# HD 188162
HD 188162，又名CP-59 7550，SAO 246349、HR 7587，是一颗恒星，视星等为5.26，位于銀經338.4，銀緯-31.36，其B1900.0坐标为赤經19h 48m 42.4s，赤緯-59° -31.36′ 52″。